# Alfred Hrdlicka
Alfred Hrdlicka (n. 27 februarie 1928, Viena, Republica Austriacă – d. 5 decembrie 2009, Viena, Austria) a fost un artist plastic austriac.

## Biografie
De mic copil l-a însoțit pe tatăl său în timp ce acesta împărțea manifeste ale Partidului Comunist Austriac. La vârsta de șase ani a asistat la o percheziție domiciliară, ocazie cu care a fost agresat de autorități. La vârsta de 10 ani a asistat la Anschluss, anexarea Austriei de Germania Nazistă.
În timpul regimului nazist tatăl său a fost trimis la muncă forțată în Organizația Todt. În 1944 Alfred Hrdlicka a fost ascuns de un tehnician dentar, pentru a nu fi încorporat în Wehrmacht. Fratele său a murit la Asediul Leningradului.
Din 1946 până în 1952 a studiat pictura la Academia de Artă din Viena. După absolvire, din 1953 până în 1957, a studiat de asemenea sculptura, la aceeași instituție, avându-l ca maestru pe Fritz Wotruba. În 1955 a pus bazele unui atelier de litografie în Viena.
În 1956 a demisionat din Partidul Comunist Austriac, în semn de protest față de reprimarea Revoluției Maghiare din 1956 prin intervenția URSS.